# Fenny Stratford
Fenny Stratford est une ville d'Angleterre dans le Buckinghamshire, qui a été intégrée à la ville nouvelle de Milton Keynes en 1967.

## Personnalités liées
- Robert Douglas (1909-1999), acteur, réalisateur, producteur de télévision et metteur en scène, y est né.